# Yuhui
Yuhui (en chino, 禹会; pinyin, Yǔhuì, léase Yu-Juéi) es un distrito urbano bajo la administración directa de la Prefectura Bengbu en la Provincia de Anhui, República Popular China.  Su área es de 327 km² y su población total para 2010 superó los 250 mil habitantes. 

## Administración
Desde julio de 2023, el  Distrito Yuhui se divide en 8 pueblos que se administran en 5 subdistritos, 2   poblados y 1 villa.